# داماد

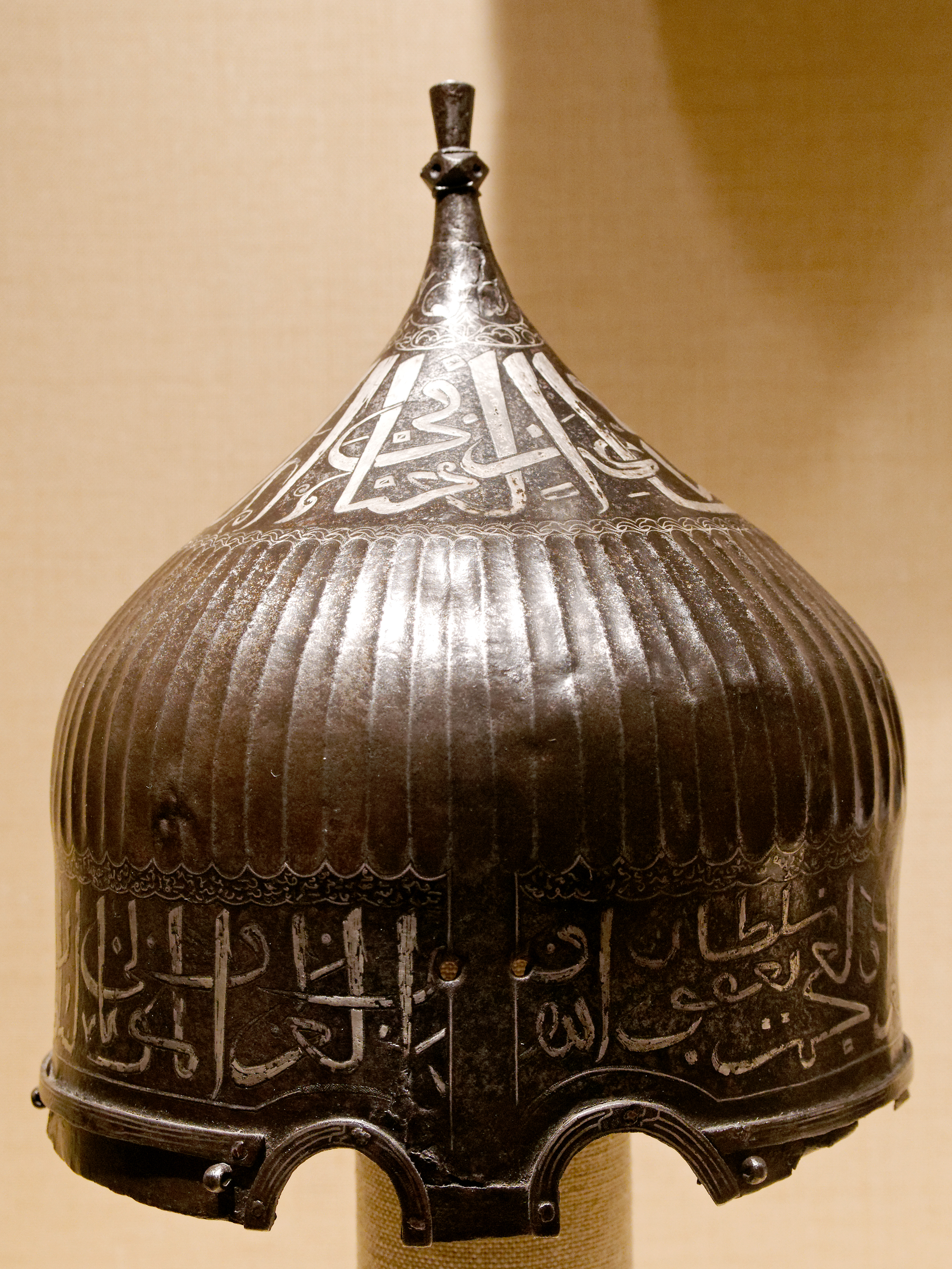

داماد (بالفارسية: داماد)، (بالتركية: Damat)، هو لقب فارسي وتركي بمعنى «الصهر»، وقد يستعمل بمعنى «العريس». كان يمنح لمن يصاهر السلطان أو بعض الأمراء، وحمله عدة رجال في الدولة العثمانية.

## أشهر من حملوا هذا اللقب
- الداماد فريد باشا (1853 - 1923): تزوج ابنة السلطان عبد الحميد وعُين صدراً أعظم إلى أن مات
- الداماد «غوڤيي قره جه پاشا ابن عبد الله پاشا»: بكلربك الأناضول وزوج أخت السلطان مراد الثاني، واستشهد في معركة ڤارنا عام 848هـ/1444م.
- الداماد رستم باشا: سياسي وصدر أعظم ومؤرخ عثماني كرواتي، تزوج من ابنة السلطان سليمان القانوني.
- الداماد إبراهيم باشا الفرنجي: أول صدر أعظم يعينه سليمان القانوني بعد ارتقائه عرش الدولة العثمانية. تزوج من خديجة خاتون، ابنه السلطان سليم الأول من زوجته عائشة حفصة سلطان، وأخت السلطان سليمان القانوني.
- الداماد لطفي باشا وصدر أعظم تزوج من شاه سلطان ابنة السلطان سليم الأول و اخت السلطان سليمان القانوني.
- الداماد نصوح باشا: سياسي وصدر أعظم عثماني. تزوج من عائشة ابنة السلطان أحمد الأول.
- الداماد بيرم باشا: سياسي وصدر أعظم، تزوج من هنزاده، أخت السلطان عثمان الثاني.
- الداماد إبراهيم باشا النوشهري: سياسي وصدر أعظم، تزوج من فاطمة، ابنة السلطان أحمد الثالث.
- الداماد كوجك حسين باشا: سياسي وقبودان باشا عثماني من أصل كرجي، تزوج من الأميرة أسماء سلطان ابنة السلطان عبد الحميد الأول.
- الداماد أحمد نامي: ثاني رئيس للدولة السورية وحاكم رئيس لسوريا منذ زوال العثمانيين بين 2 مايو 1926 و15 فبراير 1928. تزوج من الأميرة عائشة سلطان شقيقة السلطان عبد الحميد الثاني
- الداماد إبراهيم إلهامي باشا: ابن والي مصر عباس الأول. تزوج من الأميرة منيرة سلطان، ابنة السلطان عبد المجيد الأول.